# Cumpas
Cumpas (del idioma ópata Cumpas: "lugar de cúmaro") es una villa mexicana ubicada en el centro de estado de Sonora cerca de la región alta de la Sierra Madre Occidental, la villa es la cabecera municipal y la localidad más habitada del homónimo municipio de Cumpas. Según datos del Censo de Población y Vivienda realizado en 2020 por el Instituto Nacional de Estadística y Geografía (INEGI), Cumpas cuenta con 2934 habitantes.
Fue fundado en 1643 por el misionero jesuita Egidio Montefrío como una misión con el nombre de Nuestra Señora de la Asunción de Cumpas, con el propósito de evangelizar a las tribus ópatas que habitaban ese lugar en los tiempos anteriores y durante la conquista.
La villa se encuentra a 172 km al sur de la ciudad fronteriza de Agua Prieta en la frontera con los Estados Unidos, a 205 km al noreste de Hermosillo, la capital del estado, a 341 km al noreste de la ciudad portuaria y balnearia de Heroica Guaymas y a 458 km al norte de Ciudad Obregón, la segunda ciudad más habitada del estado.
Cumpas es conocida por la famosa carrera de caballos "El Moro de Cumpas" y "El Zaino de Agua Prieta", competencia que se realizó en Agua Prieta el 17 de marzo de 1957, acontecimiento que ha sido tema importante de libros, publicaciones, canciones, corridos y crónicas de la región.

## Historia
Cumpas fue fundada en el año de 1643 por el misionero jesuita Egidio Monteffio durante los avances de la colonización de la Nueva España mediante la evangelización de los nativos ópatas y teguimes que habitaban la región, el lugar se utilizó como una misión y fue nombrada de Nuestra Señora de la Asunción de Cumpas,
Después de la independencia estuvo a cargo de un juez de paz y en 23 de octubre de 1854 se creó su propio departamentoadscrito al Distrito de Moctezuma. El 3 de diciembre de 1862 creó por primera vez su municipio después del decreto n.º 29 de la Ley Orgánica para el Gobierno y Administración Interior del Estado. En 1912 se suprimió tal municipio y se agregó su territorio al de Nacozari. Para luego el 5 de diciembre de 1932 obtener de nuevo el cargo de municipio libre de forma definitiva gracias a la Ley Orgánica de Administración Municipal.

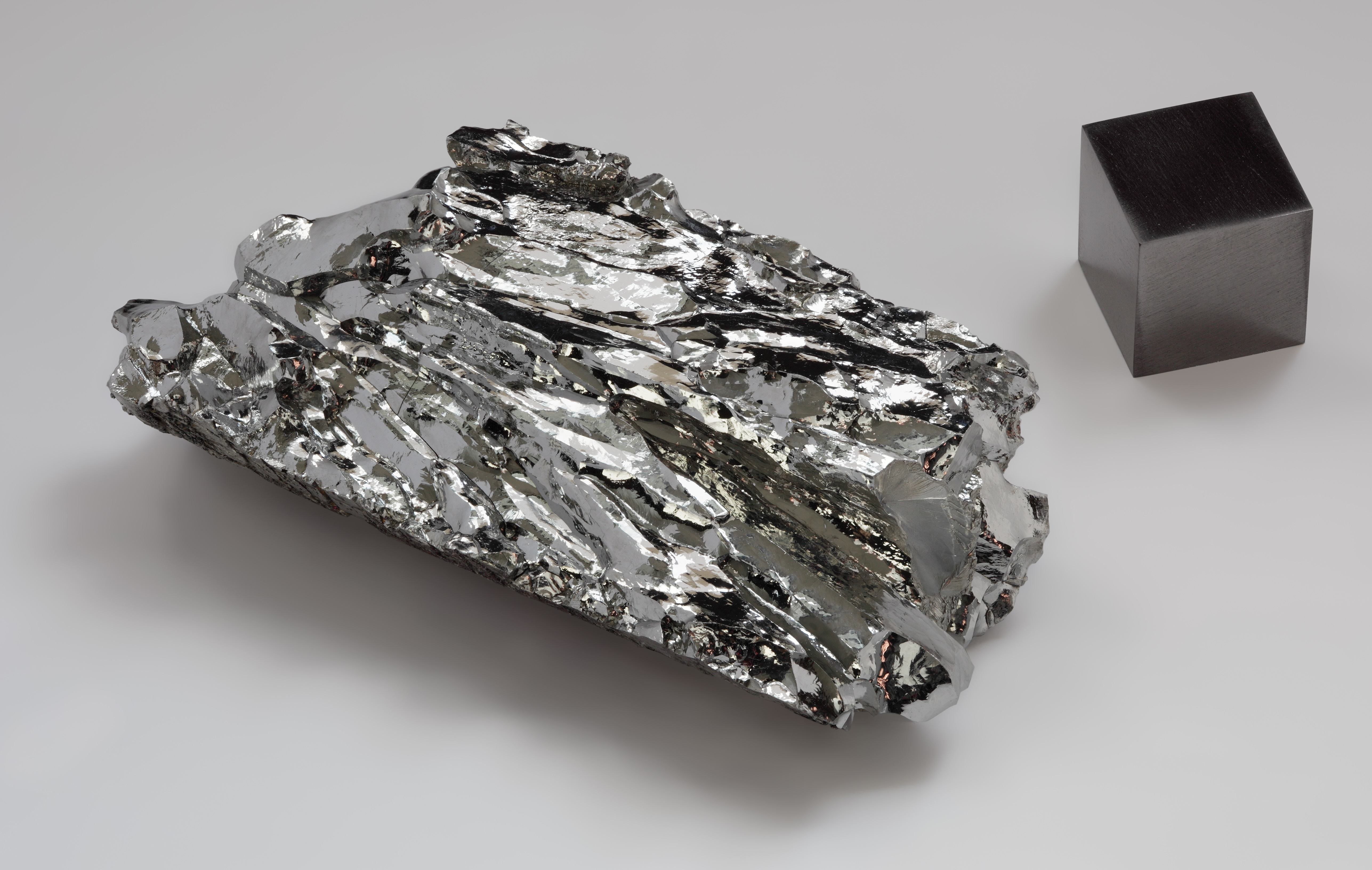
Molibdeno

En 1933, el pueblo se elevó a la categoría de villa.

## Demografía
De acuerdo a los datos del Censo de Población y Vivienda realizado en 2020 realizado por el Instituto Nacional de Estadística y Geografía (INEGI), el pueblo tiene un total de 2934 habitantes, de los cuales 1438 son hombres y 1496 son mujeres. En 2020 había 1314 viviendas, pero de estas 905 viviendas estaban habitadas, de las cuales 272 estaban bajo el cargo de una mujer.
El 83.81% de sus pobladores pertenece a la religión católica, el 12.64% es cristiano evangélico/protestante o de alguna variante, mientras que el 3.37% no profesa ninguna religión.

### Educación y salud
Según el Censo de Población y Vivienda de 2020; 6 niños de entre 6 y 11 años (0.2% del total), 6 adolescentes de entre 12 y 14 años (0.2%), 150 adolescentes de entre 15 y 17 años (5.11%) y 118 jóvenes de entre 18 y 24 años (4.02%) no asisten a ninguna institución educativa. 30 habitantes de 15 años o más (1.02%) son analfabetas, 19 habitantes de 15 años o más (0.65%) no tienen ningún grado de escolaridad, 148 personas de 15 años o más (5.04%) lograron estudiar la primaria pero no la culminaron, 69 personas de 15 años o más (2.35%) iniciaron la secundaria sin terminarla, teniendo la villa un grado de escolaridad de 10.33.
La cantidad de población que no está afiliada a un servicio de salud es de 151 personas, es decir, el 5.15% del total, de lo contrario el 94.85% sí cuenta con un seguro médico ya sea público o privado. Con datos del mismo censo, 117 personas (3.99%) tienen alguna discapacidad o límite motriz para realizar sus actividades diarias, mientras que 23 habitantes (0.78%) poseen algún problema o condición mental.

## Actividades socioeconómicas
- Agricultura:

Se destina a la producción de granos básicos como el Maíz, Frijol, que sirven de apoyo al autoconsumo y forrajes que complementa a la actividad ganadera. La infraestructura hidroagrícola, comprende la presa Los Tápiros con una capacidad de almacenamiento de 18 millones de metros cúbicos; 18 kilómetros de canales revestidos, 60 pozos y tomas directas sobre el río Moctezuma Luz María. 
- Ganadería:

Cuenta con una superficie de 196,673 hectáreas de agostadero con 28,865 cabezas de ganado bovino correspondientes a 425 productores. Su principal objetivo es la producción de becerros al destete para su exportación a los Estados Unidos.
La integración agropecuaria es una alternativa con gran vialidad económica, ya que permitiría abatir los costos de producción de la carne y la leche aumentando la rentabilidad del sector agropecuario. 
Según cifras de COTECOCA –SARH, el coeficiente de agostadero recomendado para ese municipio es de 20.0 hectáreas por unidad animal, sin embargo el índice de agostadero actual es de 8.39 has. por U.A.
- Comercio:

Para abastecer la demanda de productos de la población, el municipio cuenta con 56 establecimientos, que expenden productos básicos de los cuales 48 son de la iniciativa privada y 8 del sector oficial operados por la CONASUPO. Cabe señalar que del total de establecimientos 48 son abarrotes y 8 carnicerías.
- Minería:

Cuenta con una planta explotadora de minerales MOLYMEX S.A De C.V que generan 150 empleos directos y 100 indirectos.
La ubicación estratégica de la Planta MOLYMEX, le da accesos directos a mercados de Estados Unidos y por consiguiente diferentes salidas al resto del mundo.

Se está llevando a cabo estudios de minería , para posiblemente reabrir mina ''La verde'' , pero aún se desconoce resultados y fechas.

## Vías y medios de comunicación
La principal vía de comunicación terrestre se encuentra a 192 kilómetros del entronque con la autopista federal n.º 15 de Hermosillo- Nogales; a 170 kilómetros de Agua Prieta y está intercomunicado por la carretera Federal Número 17 que atraviesa en 50 km de largo de municipio además cuenta con telégrafos, televisión que reciben la señal a través de antena parabólica y caseta telefónica.
Los medios de transporte más utilizados son: Vehículos automotores, caballos y burritas, bicicletas, motocicletas.

## Celebridades de Cumpas
- Armando Quijada Hernández
- Enriqueta de Parodi
- Moro de Cumpas
- Manuel S. Acuña
- Francisco R. Durazo
- Gabito Ballesteros